# 키우 삼판
키우 삼판(크메르어: ខៀវ សំផន, 중국어: 喬森潘 1931년 7월 27일~)은 캄보디아의 정치가, 사회주의 혁명가로 민주 캄푸치아 정부의 행정부 수반이었다. ‘캄보디아 왕국 민족 단결 정부(GRUNK)’의 국방상 겸 부수상, 국가상임위원회 주석 겸 정부수상을 지냈다. 반(反)베트남연립정부의 구성에 합의하고, 부주석이 되었다.
1959년 파리대학에서 수학, 경제학박사 학위를 받은 후 캄보디아로 돌아와서 《불자신문(佛字新聞)》을 창간하고, 한때 시아누크공(公) 밑에서 상무상을 지냈다. 1967년 프놈펜을 떠나 크메르루주에 합류, 1970∼1976년 시아누크공이 망명지 베이징[北京]에서 결성한 ‘캄보디아 왕국 민족 연합 정부(GRUNK)’의 국방상 겸 부수상을 지냈다. 1976년 국가상임위원회 주석 겸 정부 부수상이 되었으나, 군사권은 폴 포트에게 있었다. 1979년 친(親)베트남군에 의한 프놈펜의 함락으로 축출되었다. 그 후 반군(叛軍) 크메르루주의 지도자로서 1982년 6월 시아누크 ·손 산 등과 함께 반(反)베트남연립정부의 구성에 합의하고, 부주석에 지명되었다.